# Streptocarpus dunnii
Streptocarpus dunnii är en tvåhjärtbladig växtart som beskrevs av Joseph Dalton Hooker. Streptocarpus dunnii ingår i släktet Streptocarpus och familjen Gesneriaceae. Inga underarter finns listade i Catalogue of Life.